# Carinotetraodon imitator
Carinotetraodon imitator conocido comúnmente como pez globo enano de Malabar, es una especie de peces de la familia Tetraodontidae en el orden de los Tetraodontiformes.

## Hábitat
Es un pez de agua dulce y de clima tropical.

## Distribución geográfica
Se encuentran en Asia: Kerala (la India).

## Observaciones
Es inofensivo para los humanos.